# Francisco Cruz Castro

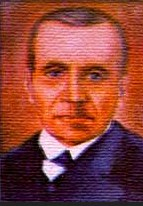
Francisco Cruz Castro

Francisco Cruz Castro (4 de outubro de 1820, em Santa Ana, El Salvador – 20 de maio de 1895 em La Esperanza, Honduras) foi um médico, advogado, político e diplomata das Honduras mas nascido em El Salvador. Foi Ministro do Governo de 1844 a 1846, Magistrado do Superior Tribunal de Justiça de 1850 a 1852, Ministro das Relações Externas de 1856-1858 e Presidente Provisório das Honduras de 5 de setembro de 1869 a 14 de janeiro de 1870.